# Стиэр, Ирэн
Ирэн Стиэр (англ. Irene Steer; 10 августа 1889, Кардифф — 18 апреля 1977, Кардифф) — британская пловчиха, олимпийская чемпионка.
Ирэн Стиэр родилась в 1889 году в Кардиффе. С 1907 по 1913 годы она семь раз подряд становилась чемпионкой Уэльса на дистанции 100 ярдов вольным стилем. В 1912 году она приняла участие в Олимпийских играх в Стокгольме, где завоевала золотую медаль в эстафете 4×100 м вольным стилем; также она приняла участие в состязаниях на дистанции 100 м вольным стилем, но не завоевала медалей.
После сезона 1913 года Ирэн Стиэр завершила спортивную карьеру. Впоследствии она вышла замуж за Уильяма Николсона, главу футбольного клуба Cardiff City FC.